# Харгы (озеро)
Харгы — крупное пресноводное озеро на севере Красноярского края России, располагается на полуострове Таймыр, в юго-восточной части Северо-Сибирской низменности, в левобережье реки Большая Лесная Рассоха.
Находится в 2 км к востоку от озера Лабаз, приблизительно в 82 километрах к северо-западу от села Хатанга. Высота над уровнем моря — 47 м. Площадь озера — 70,7 км². Водосборная площадь — 262 км². 
На востоке в озеро впадают реки Мирон-Бискэ, Дебген-Бискэ и Ранта-Бискэ. На западе из Харгы вытекает протока Орто-Бискэ, которая, пройдя через озеро Орто-Кюель, впадает в Лабаз. Берега низкие, местами заболоченные, с песчаными отмелями, покрытые тундровой растительностью. На северном берегу встречаются участки лесотундры. На севере в озеро вдаётся мыс Корго-Тумус. Острова отсутствуют. Рельеф местности в районе водоёма холмисто-грядовый, моренный, представлен невысокими холмами, разделенными озёрами. 
Код в Государственном водном реестре — 17040100111117600000861.